# 吳忠性
吴忠性（1912年3月26日—1999年6月），谱名吴家骥，出生于安徽合肥肥東縣东乡吴兴一（益）村，是中国地图学教育家，中国测绘学会理事、北京测绘学会负责人、《测绘学报》副主编、中国科学院地理研究所学术委员会委员、国家大地图集编委会委员，中国人民解放军总参测绘局科学技术委员会委员、《中国大百科全书·测绘学》编委，亦是第10、11届全国人大常委会委员长吳邦國的父親。

## 生平
吴忠性的曾祖父吴运泰在光绪年间考取贡元，以设私塾教学为生。吴忠性的祖父吴克信，曾任河北县丞，后以教书兼行中医谋生。吴忠性父亲吴显芳在外奔波且較早去世，因此吴忠性寄养于外祖父杨国虞家。他六岁入外祖父家的私塾学习《千字文》、《百家姓》。十一二岁时前往合肥城师从其曾祖父的學生赵衢九學習《四书》、《左传》、《诗经》和《易经》。三年後赵衢九去世，又前往堂叔吴显然處學習一年，又在魏绍如處学习一年半的古書。十七歲時前往六家畈湖滨中学读书。半年後湖滨中学停办。之後又在合肥師從吴姓人士學習物理、化学。由於沒有初中文憑，於是偽造了初中毕业证书，並將名字改為吴忠性。之後在高中入學考試時考取了安徽省立第六中学。畢業後考入陆地测量总局中央陆地测量学校制图专业。
1935年從中央陆地测量学校毕业后，吴忠性被分配到陆地测量总局制图科清绘股工作，见习一年。1936年下半年被正式任命为三等测量佐级测量员，正式工作不到一年後，第二次中日战争爆发，测量总局在1937年8-9月间迁到湖南长沙，清绘股搬到武昌湖北测量局内办公。後來又迁到湖南湘乡。在湘乡仅住半年时间後，测量总局又迁广西桂林，再迁贵州贵阳。制图科迁到贵州平坝，吴忠性家人也随迁平坝，不過吴忠性一人又被借调到桂林行营参谋处当绘图员。1939年上半年，吴忠性加入中國国民党。1939年下半年，吴忠性回到貴州平坝。1941年7月，吴邦国在平坝出生。时吴忠性的官阶已升为一等测量佐，担任地图审查员，负责制作五十万分之一的地图。1941年秋，吴忠性离开平坝，调到位于贵州镇宁的中央陆地测量学校任教。不久学校再迁贵阳。1943年，全家人跟隨中央陆地测量学校迁移至重庆。后来中央陆地测量学校在重庆北碚附近的澄江镇落腳，吴忠性一家人又随校迁到澄江。
1945年8月日本投降後，中央陆地测量学校要开办本科班，於是派吴忠性去英国学习。英国将他分配至印度测量系统学习。1945年11月，吴忠性來到印度的加尔各答。之後又去末里西北边区测量局实习，三个月后去了新德里以北的德拉顿印度测量科学技术中心学习，在印度期间亦购入了印方对新疆、西藏地区绘制的地图。中央陆地测量学校于1946年搬遷至重庆沙坪坝。1947年又迁移到江蘇省苏州。在苏州時，吴忠性已升任中央陆地测量学校制图科科主任兼主任教官，官价升到二等测量正。1947年，中國国民党中央举行党员总登记，不登记則喪失中國国民党黨员資格，此時吴忠性沒有填写登记表。1948年年底，中学校準備迁往台湾，遭到一些教师的反对，搬遷計畫暫且擱置。1949年1月，学校制定秘密迁台的方案，並對外宣稱將迁往广州。吴忠性一家前往广州，之後又於1949年8月攜帶家眷前往重庆擔任制图厂科长。
1949年11月底，中國人民解放軍攻佔重庆，测绘系统被中共接收。吴忠性擔任解放军西南军区司令部测绘分局（该单位为进军西藏而特设）制图科科长，並為中國人民解放軍繪製进軍西藏的行军路线图，並主持编绘了西南军区百万分之一挂图。1952年，吴忠性调北京在总参测绘局工作。在总参测绘局工作不到一个月後又前往沈阳的中国人民解放军测绘学校工作。在沈阳只待了一年时间，学校又迁往北京，並改名为测绘学院。吴忠性担任制图系制图教研室主任。1960年左右，吴忠性手编写五六十万字的《数学制图学》一书。1954年吴忠性被评为高教四级副教授。1959年吴忠性与曾世英、陈述彭合著《中国科学十年——地图制图学》一书；編寫了《地图投影的选择和设计》一书。1960年加入了中国共产党，同年入伍参军。1962年升为正教授。1966年5月起，文化大革命爆發後，吴忠性被大字報和造反派批斗，其母在批鬥過程中去世。自己的肋骨也被打断一根。1969年，被送到总参五七干校劳动。1971年，吴忠性回到解放军测绘学校继续任教，並编写了一本三年制的《地图投影教材》。1977年初，吴忠性要求退休，並回到了位於江苏常熟大儿子身边定居。1978年，十一届三中全会召开，此時吴忠性回到了位於郑州市的中国人民解放军测绘学院任制图系常务副主任。1980年代表中华人民共和国首次出席在日本东京召开的国际制图协会第6次代表大会和第10次国际地图学术讨论会。在这次大会上，中华人民共和国被接纳为正式会员。1988年退休，定居北京。1993年獲得政府津贴。

## 家族
长子吴邦杰，次子吴邦国，三子吴邦胜，四子吴邦复（早夭）。长女吴慧中，次女吴慧珍，三女吴慧文。